# Myza celebensis
Myza celebensis là một loài chim trong họ Meliphagidae.